# الحلف الثلاثي

خريطه أوروبا موضحاً عليها التحالفات على أعتاب الصراع

يرجى عدم الخلط بين هذا الحلف، وبين الاتفاق الثلاثي.
كان الحِلْف الثلاثي اتفاقًا بين ألمانيا، والإمبراطورية النمساوية المجرية، وإيطاليا. شُكل الحلف في 20 مايو 1882 وجُدد بشكل دوري حتى انتهت صلاحيته في عام 1915 أثناء الحرب العالمية الأولى. كانت ألمانيا والإمبراطورية النمساوية المجرية حليفتين بشكل وثيق منذ عام 1879. وكانت إيطاليا تبحث عن دعم ضد فرنسا بعد وقت قصير من خسارتها لتطلعاتها في شمال إفريقيا أمام الفرنسيين. ووعد كل عضو بالدعم المتبادل في حال وقوع هجوم من قبل أي قوة عظمى أخرى. نصت المعاهدة على أن تقدم ألمانيا والإمبراطورية النمساوية المجرية المساعدة لإيطاليا في حال تعرضت لهجوم من فرنسا دون تحريض. في المقابل، ستساعد إيطاليا ألمانيا إذا هاجمتها فرنسا. في حالة نشوب حرب بين الإمبراطورية النمساوية المجرية وروسيا، وعدت إيطاليا بالبقاء محايدة. كان وجود وعضوية المعاهدة معروفين جيدًا، لكن أحكامها الدقيقة ظلت سرية حتى عام 1919.
عندما جُددت المعاهدة في فبراير 1887، حصلت إيطاليا على وعد فارغ بالدعم الألماني للطموحات الاستعمارية الإيطالية في شمال إفريقيا مقابل استمرار صداقة إيطاليا. ضُغط على الإمبراطورية النمساوية المجرية من قبل المستشار الألماني أوتو فون بسمارك لقبول مبادئ التشاور والاتفاق المتبادل مع إيطاليا بشأن أي تغييرات إقليمية بدأت في البلقان أو على سواحل وجزر البحر الأدرياتيكي وبحر إيجه. لم تتجاوز إيطاليا والإمبراطورية النمساوية المجرية تعارض المصالح الأساسي بينهما في تلك المنطقة على الرغم من المعاهدة. جرت محاولات في عام 1891 للانضمام بريطانيا إلى الحلف الثلاثي، والتي، على الرغم من عدم نجاحها، يُعتقد على نطاق واسع أنها نجحت في الدوائر الدبلوماسية الروسية.
بعد فترة وجيزة من تجديد التحالف في يونيو 1902، قدمت إيطاليا سرًا ضمانة مماثلة لفرنسا. بموجب اتفاقية معينة، لن تغير الإمبراطورية النمساوية المجرية ولا إيطاليا الوضع الراهن في البلقان دون مشاورات مسبقة.
في 18 أكتوبر 1883، تعهد كارول الأول ملك رومانيا، من خلال رئيس وزرائه أيون سي بريتيانو، سرًا بدعم الحلف الثلاثي، لكنه ظل لاحقًا على الحياد في الحرب العالمية الأولى بسبب اعتبار الإمبراطورية النمساوية المجرية من الأطراف المعتدية. في 1 نوفمبر 1902، بعد خمسة أشهر من تجديد الحلف الثلاثي، توصلت إيطاليا إلى تفاهم مع فرنسا يقضي بالبقاء على الحياد في حالة التعرض للهجوم.
عندما وجدت الإمبراطورية النمساوية المجرية نفسها في حالة حرب في أغسطس 1914 مع غريم الوفاق الثلاثي، أعلنت إيطاليا حيادها، معتبرة الإمبراطورية النمساوية المجرية الطرف المعتدي. كما تخلفت إيطاليا عن الالتزام بالتشاور والموافقة على التعويضات قبل تغيير الوضع الراهن في البلقان، كما كان الاتفاق في عام 1912 على تجديد التحالف الثلاثي. بعد مفاوضات موازية مع كل من التحالف الثلاثي (الذي كان يهدف إلى إبقاء إيطاليا محايدة)والوفاق الثلاثي (الذي كان يهدف إلى دخول إيطاليا في الصراع)، وقفت إيطاليا مع الوفاق الثلاثي وأعلنت الحرب على الإمبراطورية النمساوية المجرية.

## ألمانيا
كان المسؤول الرئيسي عن التحالف الثلاثي هو المستشار الألمانيّ أوتو فون بسمارك. كان هدفه الأساسي هو الحفاظ على الوضع الراهن في أوروبا بعد أن وحد ألمانيا في عام 1871. وقد كان مهتمًا بشكل خاص بإيجاد حلفاء لفرنسا لمساعدتها على استعادة الألزاس واللورين. من خلال الوعد بمساعدة الإمبراطورية النمساوية المجرية وإيطاليا في حالة الهجوم، سعى بسمارك إلى جعلهم يعتمدون إلى حد ما على ألمانيا وبالتالي غير متعاطفين مع المغامرات الفرنسية.
مصطلحات تاريخية +إضافية
المعطوبين skreoen
المنتصر piruziar,ziegriar,müdaffer
المنهزم skonfittè,šakchord,ittiméniar
معاهدة الصلح tréaità sülh
مبادئ ولسن wilson balansen
النظام الشيوعي ğormà sjstemà